# Ace el perro maravilla

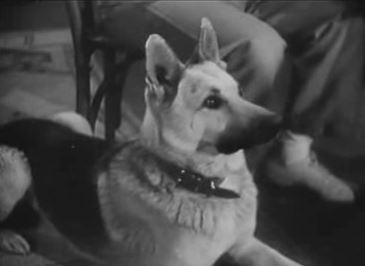
Ace el perro maravilla en El Fantasma capítulo 1, 1943.

Ace el perro maravilla fue un pastor alemán que actuó en varias películas y seriales de cine de 1938 a 1946. Su primera aparición ocurrió en la película Blind Alibi (1938), dirigida por Lew Landers. Es considerado por muchos críticos como un intento de la productora RKO Pictures para equiparar el éxito de la sensación canina de Warner Bros., Rin Tin Tin.
Tras hacer varios programas para RKO, Ace fue llevado a Republic Pictures donde realizó muchos otros proyectos, antes de llegar a Columbia Pictures, donde habría de asumir el rol de Devil, aliado de The Phantom (interpretado por el actor Tom Tyler) en el serial homónimo de 1943.
Su popularidad en declive hizo que la mayoría de sus apariciones tras la explotación comercial inicial de Ace por RKO fueran para Monogram y el estudio de bajo presupuesto Producers Releasing Corporation. En 1945 apareció como Rusty en The Adventures of Rusty, la primera de ocho cintas de Columbia Pictures basadas en el personaje citado. No obstante, Ace no volvió a interpretar a Rusty en dichas películas.
Ace es solo uno de un conjunto de «perros maravilla» en la historia de perros ficticios populares. Otros incluyen a Rin Tin Tin (nombrado como «Rin Tin Tin, el perro maravilla» en su programa radiofónico de 1930), Pal el perro maravilla y Rex el perro maravilla de DC Comics.

## Filmografía
- Blind Alibi (1938)
- Orphans of the Street (1938)
- Home on the Range (1938)
- Almost a Gentleman (1939)
- The Rookie Cop (1939)
- Girl from God's Country (1940)
- The Girl from Alaska (1942)
- War Dogs (1942)
- Silent Witness (1943)
- Headin' for God's Country (1943)
- El Fantasma (1943)
- The Monster Maker (1944)
- The Adventures of Rusty (1945)
- Danny Boy (1946)
- God's Country (1946)